# Neerchokioon
Neerchokioon (Neerchokioo), jedno od plemena ili lokalnih skupina Dog River ili Cascade Indijanaca (kod Lewisa Clarka Shahala), jezične porodice Chinookan, koje je u ranom 19. stoljeću živjelo na južnoj obali Columbije. Selo (Neerchokioo) nalazilo se (1805) na ili blizu današnjeg međunarodnog aerodroma Portland ( 'Portland International Airport' ; vidi  Arhivirana inačica izvorne stranice od 18. prosinca 2010. (Wayback Machine)) u Oregonu. Kulturno su bili srodni ostalim skupinama Chinooka u području Columbije; ribari i kopači wappatoo-korijenja.

## Vanjske poveznice
- Lewis & Clark at the Vancouver National Historic Reserve[neaktivna poveznica]